# Reinfried Vogler
Reinfried Vogler (* 1931 in Leipertitz, Tschechoslowakei) ist ein deutscher Rechtsanwalt und Vertriebenenfunktionär.

## Werdegang
Vogler war bis zu seiner Pensionierung Hauptgeschäftsführer der Arbeitsgemeinschaft Keramische Industrie (AKI). Von 1984 bis 1985 war er Bundesvorsitzender des Witikobundes. Im Februar 2012 wurde er zum Präsidenten der Bundesversammlung der Sudetendeutschen Landsmannschaft gewählt.
Er lebt seit 1969 in Kronberg im Taunus.

## Ehrungen
- 1997: Verdienstkreuz 1. Klasse der Bundesrepublik Deutschland
- 2006: Großes Verdienstkreuz der Bundesrepublik Deutschland